# ジョエル・ビトニオ
- ジョエル・バイトニオ

ジョエル・マイケル・ビトニオ（Joel Michael Bitonio, 1991年10月11日 - ）は、アメリカ合衆国カルフォルニア州サンペドロ出身のプロアメリカンフットボール選手。NFLのクリーブランド・ブラウンズに所属している。ポジションはガード。

## 経歴

### カレッジ
ネバダ大学ではレッドシャツの2年生からシニアシーズンを通して、39試合連続で先発出場した。また、シニアイヤーには、オールマウンテン・ウェスト・カンファレンスの候補となった。

### クリーブランド・ブラウンズ
| 6 ft 4+1⁄4 in (194 cm)      | 302 lb (137 kg) | 33+7⁄8 in (86 cm) | 9+5⁄8 in (24 cm) | 4.97 s | 4.44 s | 7.37 s | 32.0 in (81 cm) | 9 ft 6 in (2.90 m) | 22 回 |
| All values from NFL Combine |                 |                   |                  |        |        |        |                 |                    |       |

#### 2014年シーズン
2014年のNFLドラフトの2巡目（全体35位）でクリーブランド・ブラウンズに指名された。このシーズンの活躍でPFWAオールルーキーチームに選ばれている。

#### 2015年シーズン
2015年12月7日に故障者リストに入れられた。

#### 2016年シーズン
2016年10月14日、第5週に足を負傷した後、再び負傷者リストに入れられた。

#### 2017年シーズン
2017年3月9日にブラウンズと2022年シーズンまでの5年間の契約延長に合意した。2017年シーズンには、キャリア初のプロボウルに選ばれ、左ガードとして16試合すべてに先発出場した後、オールプロの第2チームに指名された。

#### 2020年シーズン
このシーズンは自身初となるオールプロセカンドチームに選出された。

#### 2021年シーズン
2021年11月10日に2025年シーズンまでの3年総額4,800 万ドルの契約延長に合意した。